# Distrito electoral de Huancavelica
Huancavelica es uno de los 27 distritos electorales representados en el Congreso de la República del Perú. La circunscripción elige actualmente a 2 congresistas. Sus límites corresponden a los de la departamento de Huancavelica. El sistema electoral utiliza el método D'Hondt y una representación proporcional con doble voto preferencial opcional.

## Representantes
| 3 |

| 2 | 1 |

| 1 | 2 |

| 1 | 1 |

| 2 |

| 1 | 1 |

| 1 | 1 |

| 1 | 1 |

| 1 | 1 |

## Elecciones

### Elecciones parlamentarias de 2021
| Partidos y coaliciones                                                                               | Partidos y coaliciones                    | Voto popular | Voto popular | Voto popular | Escaños | Escaños |
| Partidos y coaliciones                                                                               | Partidos y coaliciones                    | Votos        | %            | ±pp          | Total   | +/−     |
| --- | ----------------------------------------- | ------------ | ------------ | ------------ | ------- | ------- |
| | Perú Libre (PL)                           | 49,143       | 34.67        | +28.18       | 1       | +1      |
| | Acción Popular (AP)                       | 26,707       | 18.84        | +8.02        | 1       | ±0      |
| | Unión por el Perú (UPP)                   | 8,913        | 6.29         | –9.62        | 0       | –1      |
| | Juntos por el Perú (JP)                   | 8,021        | 5.66         | +0.42        | 0       | ±0      |
| | Frente Popular Agrícola del Perú (Frepap) | 6,707        | 4.73         | –1.24        | 0       | ±0      |
| | Fuerza Popular (FP)                       | 6,357        | 4.48         | +1.86        | 0       | ±0      |
| | Frente Amplio (FA)                        | 5,633        | 3.97         | –5.58        | 0       | ±0      |
| | Victoria Nacional (VN)                    | 5,088        | 3.59         | Nuevo        | 0       | ±0      |
| | Alianza para el Progreso (APP)            | 4,259        | 3.00         | –2.19        | 0       | ±0      |
| | Somos Perú (SP)                           | 3,657        | 2.58         | –3.39        | 0       | ±0      |
| | Partido Nacionalista Peruano (PNP)        | 3,501        | 2.47         | n/a          | 0       | ±0      |
| | Renacimiento Unido Nacional (RUNA)        | 3,063        | 2.16         | –3.44        | 0       | ±0      |
| | Avanza País (AvP)                         | 3,028        | 2.14         | –0.04        | 0       | ±0      |
| | Renovación Popular (RP)1                  | 2,974        | 2.10         | +0.90        | 0       | ±0      |
| | Partido Morado (PM)                       | 2,261        | 1.60         | –2.48        | 0       | ±0      |
| | Podemos Perú (PP)                         | 1,548        | 1.09         | n/a          | 0       | ±0      |
| | Democracia Directa (DD)                   | 904          | 0.64         | –12.12       | 0       | ±0      |
| |                                           |              |              |              |         |         |
| Total                                                                                                | Total                                     | 141,764      |              |              | 2       | ±0      |
| |                                           |              |              |              |         |         |
| Votos válidos                                                                                        | Votos válidos                             | 141,764      | 70.01        | –9.45        |         |         |
| Votos en blanco                                                                                      | Votos en blanco                           | 29,699       | 14.66        | +11.58       |         |         |
| Votos nulos                                                                                          | Votos nulos                               | 31,038       | 15.33        | –2.13        |         |         |
| Votos emitidos                                                                                       | Votos emitidos                            | 202,501      | 67.54        | +2.77        |         |         |
| Abstenciones                                                                                         | Abstenciones                              | 97,342       | 32.46        | –2.77        |         |         |
| Votantes registrados                                                                                 | Votantes registrados                      | 299,843      |              |              |         |         |
| |                                           |              |              |              |         |         |
| Fuente:                                                                                              |                                           |              |              |              |         |         |
| Notas al pie: 1 Comparado con los resultados de Solidaridad Nacional (SN) en las elecciones de 2020. |                                           |              |              |              |         |         |
| Notas al pie:                                                                                        |                                           |              |              |              |         |         |
| 1 Comparado con los resultados de Solidaridad Nacional (SN) en las elecciones de 2020.               |                                           |              |              |              |         |         |

### Elecciones parlamentarias de 2020
| Partidos y coaliciones | Partidos y coaliciones                    | Voto popular | Voto popular | Voto popular | Escaños | Escaños |
| Partidos y coaliciones | Partidos y coaliciones                    | Votos        | %            | ±pp          | Total   | +/−     |
| --- | ----------------------------------------- | ------------ | ------------ | ------------ | ------- | ------- |
| | Unión por el Perú1 (UPP)                  | 24,037       | 15.91        | n/a          | 1       | +1      |
| | Democracia Directa (DD)                   | 19,272       | 12.76        | +10.27       | 0       | ±0      |
| | Acción Popular (AP)                       | 16,493       | 10.92        | +8.04        | 1       | +1      |
| | Frente Amplio (FA)                        | 14,430       | 9.55         | –27.52       | 0       | –1      |
| | Perú Libre (PL)                           | 9,810        | 6.49         | Nuevo        | 0       | ±0      |
| | Somos Perú2 (SP)                          | 9,024        | 5.97         | n/a          | 0       | ±0      |
| | Frente Popular Agrícola del Perú (Frepap) | 9,023        | 5.97         | Nuevo        | 0       | ±0      |
| | Renacimiento Unido Nacional (RUNA)        | 8,466        | 5.60         | Nuevo        | 0       | ±0      |
| | Juntos por el Perú (JP)                   | 7,919        | 5.24         | Nuevo        | 0       | ±0      |
| | Alianza para el Progreso2 (APP)           | 7,846        | 5.19         | n/a          | 0       | ±0      |
| | Partido Morado (PM)                       | 6,168        | 4.08         | Nuevo        | 0       | ±0      |
| | Fuerza Popular (FP)                       | 3,962        | 2.62         | –31.23       | 0       | –1      |
| | Perú Patria Segura (PPS)                  | 3,739        | 2.48         | Nuevo        | 0       | ±0      |
| | Avanza País (AvP)                         | 3,288        | 2.18         | Nuevo        | 0       | ±0      |
| | Contigo3 (C)                              | 2,619        | 1.73         | –10.04       | 0       | ±0      |
| | Solidaridad Nacional1 (SN)                | 1,811        | 1.20         | n/a          | 0       | ±0      |
| | Partido Aprista Peruano4 (APRA)           | 1,626        | 1.08         | n/a          | 0       | ±0      |
| | Perú Nación (PN)                          | 1,556        | 1.03         | Nuevo        | 0       | ±0      |
| |                                           |              |              |              |         |         |
| Total | Total                                     | 151,089      |              |              | 2       | ±0      |
| |                                           |              |              |              |         |         |
| Votos válidos | Votos válidos                             | 151,089      | 79.46        | +17.33       |         |         |
| Votos en blanco | Votos en blanco                           | 5,852        | 3.08         | –14.04       |         |         |
| Votos nulos | Votos nulos                               | 33,203       | 17.46        | –3.29        |         |         |
| Votos emitidos | Votos emitidos                            | 190,144      | 64.77        | –8.61        |         |         |
| Abstenciones | Abstenciones                              | 103,422      | 35.23        | +8.61        |         |         |
| Votantes registrados | Votantes registrados                      | 293,566      |              |              |         |         |
| |                                           |              |              |              |         |         |
| Fuente: |                                           |              |              |              |         |         |
| Notas al pie: 1 Dentro de la coalición Alianza Solidaridad Nacional en las elecciones de 2016 (retiraron su candidatura). 2 Dentro de la coalición Alianza para el Progreso del Perú en las elecciones de 2016. 3 Comparado con los resultados de su partido antecesor Peruanos por el Kambio en las elecciones de 2016. 4 Dentro de la coalición Alianza Popular en las elecciones de 2016. |                                           |              |              |              |         |         |
| Notas al pie: |                                           |              |              |              |         |         |
| 1 Dentro de la coalición Alianza Solidaridad Nacional en las elecciones de 2016 (retiraron su candidatura). 2 Dentro de la coalición Alianza para el Progreso del Perú en las elecciones de 2016. 3 Comparado con los resultados de su partido antecesor Peruanos por el Kambio en las elecciones de 2016. 4 Dentro de la coalición Alianza Popular en las elecciones de 2016.               |                                           |              |              |              |         |         |

### Elecciones parlamentarias de 2016
| Partidos y coaliciones | Partidos y coaliciones                         | Voto popular | Voto popular | Voto popular | Escaños | Escaños |
| Partidos y coaliciones | Partidos y coaliciones                         | Votos        | %            | ±pp          | Total   | +/−     |
| --- | ---------------------------------------------- | ------------ | ------------ | ------------ | ------- | ------- |
| | Frente Amplio (FA)                             | 46,386       | 37.07        | Nuevo        | 1       | +1      |
| | Fuerza Popular1 (FP)                           | 42,361       | 33.86        | +18.05       | 1       | +1      |
| | Peruanos por el Kambio (PPK)                   | 14,725       | 11.77        | Nuevo        | 0       | ±0      |
| | Alianza para el Progreso del Perú2 (APP–RN–SP) | 10,015       | 8.00         | n/a          | 0       | ±0      |
| | Acción Popular3 (AP)                           | 3,603        | 2.88         | n/a          | 0       | ±0      |
| | Alianza Popular4 (APRA–PPC–VP)                 | 3,212        | 2.57         | n/a          | 0       | ±0      |
| | Democracia Directa5 (DD)                       | 3,118        | 2.49         | +0.86        | 0       | ±0      |
| | Perú Posible3 (PP)                             | 1,372        | 1.10         | n/a          | 0       | –1      |
| | Orden (O)                                      | 334          | 0.27         | Nuevo        | 0       | ±0      |
| |                                                |              |              |              |         |         |
| Total | Total                                          | 125,126      |              |              | 2       | ±0      |
| |                                                |              |              |              |         |         |
| Votos válidos | Votos válidos                                  | 125,126      | 62.13        | –8.89        |         |         |
| Votos en blanco | Votos en blanco                                | 34,476       | 17.12        | –0.59        |         |         |
| Votos nulos | Votos nulos                                    | 41,785       | 20.75        | +9.48        |         |         |
| Votos emitidos | Votos emitidos                                 | 201,387      | 73.38        | –3.57        |         |         |
| Abstenciones | Abstenciones                                   | 73,053       | 26.62        | +3.57        |         |         |
| Votantes registrados | Votantes registrados                           | 274,440      |              |              |         |         |
| |                                                |              |              |              |         |         |
| Fuente: |                                                |              |              |              |         |         |
| Notas al pie: 1 Comparado con los resultados de su partido antecesor Fuerza 2011 en las elecciones de 2011. 2 Comparado con los resultados de Alianza para el Progreso , Restauración Nacional (ambos dentro de la coalición Alianza por el Gran Cambio ) y Somos Perú (dentro de la coalición Alianza Electoral Perú Posible ) en las elecciones de 2011. 3 Dentro de la coalición Alianza Electoral Perú Posible en las elecciones de 2011. 4 Comparado con los resultados del Partido Aprista Peruano y el Partido Popular Cristiano en las elecciones de 2011. 5 Comparado con los resultados de su partido antecesor Fonavistas del Perú en las elecciones de 2011. |                                                |              |              |              |         |         |
| Notas al pie: |                                                |              |              |              |         |         |
| 1 Comparado con los resultados de su partido antecesor Fuerza 2011 en las elecciones de 2011. 2 Comparado con los resultados de Alianza para el Progreso, Restauración Nacional (ambos dentro de la coalición Alianza por el Gran Cambio) y Somos Perú (dentro de la coalición Alianza Electoral Perú Posible) en las elecciones de 2011. 3 Dentro de la coalición Alianza Electoral Perú Posible en las elecciones de 2011. 4 Comparado con los resultados del Partido Aprista Peruano y el Partido Popular Cristiano en las elecciones de 2011. 5 Comparado con los resultados de su partido antecesor Fonavistas del Perú en las elecciones de 2011.                  |                                                |              |              |              |         |         |

### Elecciones parlamentarias de 2011
| Partidos y coaliciones | Partidos y coaliciones                       | Voto popular | Voto popular | Voto popular | Escaños | Escaños |
| Partidos y coaliciones | Partidos y coaliciones                       | Votos        | %            | ±pp          | Total   | +/−     |
| --- | -------------------------------------------- | ------------ | ------------ | ------------ | ------- | ------- |
| | Gana Perú1 (PNP–PS–PCP–PSR)                  | 58,360       | 42.27        | n/a          | 1       | +1      |
| | Perú Posible2 (PP–AP–SP)                     | 40,567       | 29.38        | +20.96       | 1       | +1      |
| | Fuerza 20113 (F2011)                         | 21,832       | 15.81        | –0.80        | 0       | ±0      |
| | Alianza por el Gran Cambio4 (APP–PPC–PHP–RN) | 8,352        | 6.05         | n/a          | 0       | ±0      |
| | Solidaridad Nacional5 (SN–UPP–C90–SU–TPP)    | 4,087        | 2.96         | n/a          | 0       | –2      |
| | Fonavistas del Perú (FP)                     | 2,252        | 1.63         | Nuevo        | 0       | ±0      |
| | Partido Aprista Peruano (APRA)               | 1,414        | 1.02         | –9.60        | 0       | ±0      |
| | Adelante (Adelante)                          | 861          | 0.62         | Nuevo        | 0       | ±0      |
| | Cambio Radical (CR)                          | 335          | 0.24         | Nuevo        | 0       | ±0      |
| |                                              |              |              |              |         |         |
| Total | Total                                        | 138,060      |              |              | 2       | ±0      |
| |                                              |              |              |              |         |         |
| Votos válidos | Votos válidos                                | 138,060      | 71.02        | +6.20        |         |         |
| Votos en blanco | Votos en blanco                              | 34,423       | 17.71        | –3.30        |         |         |
| Votos nulos | Votos nulos                                  | 21,906       | 11.27        | –2.90        |         |         |
| Votos emitidos | Votos emitidos                               | 194,389      | 76.95        | –12.15       |         |         |
| Abstenciones | Abstenciones                                 | 58,229       | 23.05        | +12.15       |         |         |
| Votantes registrados | Votantes registrados                         | 252,618      |              |              |         |         |
| |                                              |              |              |              |         |         |
| Fuente: |                                              |              |              |              |         |         |
| Notas al pie: 1 Comparado con los resultados del Partido Socialista en las elecciones de 2006. 2 Comparado con los resultados del partido Perú Posible y la alianza Frente de Centro en las elecciones de 2006. 3 Comparado con los resultados de la coalición Alianza por el Futuro en las elecciones de 2006. 4 Comparado con los resultados del Partido Popular Cristiano (dentro de Unidad Nacional ) en las elecciones de 2006. 5 Comparado con los resultados del partido Unión por el Perú y Solidaridad Nacional (dentro de Unidad Nacional ) en las elecciones de 2006. |                                              |              |              |              |         |         |
| Notas al pie: |                                              |              |              |              |         |         |
| 1 Comparado con los resultados del Partido Socialista en las elecciones de 2006. 2 Comparado con los resultados del partido Perú Posible y la alianza Frente de Centro en las elecciones de 2006. 3 Comparado con los resultados de la coalición Alianza por el Futuro en las elecciones de 2006. 4 Comparado con los resultados del Partido Popular Cristiano (dentro de Unidad Nacional) en las elecciones de 2006. 5 Comparado con los resultados del partido Unión por el Perú y Solidaridad Nacional (dentro de Unidad Nacional) en las elecciones de 2006.                 |                                              |              |              |              |         |         |

### Elecciones parlamentarias de 2006
| Partidos y coaliciones | Partidos y coaliciones                    | Voto popular | Voto popular | Voto popular | Escaños | Escaños |
| Partidos y coaliciones | Partidos y coaliciones                    | Votos        | %            | ±pp          | Total   | +/−     |
| --- | ----------------------------------------- | ------------ | ------------ | ------------ | ------- | ------- |
| | Unión por el Perú (UPP)                   | 54,476       | 46.28        | +43.42       | 2       | +2      |
| | Alianza por el Futuro1 (C90–NM–SC)        | 19,548       | 16.61        | +11.45       | 0       | ±0      |
| | Partido Aprista Peruano (APRA)            | 12,500       | 10.62        | +1.47        | 0       | ±0      |
| | Unidad Nacional (PPC–SN–RN)               | 9,355        | 7.95         | –10.04       | 0       | –1      |
| | Frente de Centro2 (AP–SP–CNI)             | 6,617        | 5.62         | –3.82        | 0       | ±0      |
| | Perú Posible (PP)                         | 3,291        | 2.80         | –21.98       | 0       | –1      |
| | Movimiento Nueva Izquierda (MNI)          | 3,256        | 2.77         | Nuevo        | 0       | ±0      |
| | Frente Popular Agrícola del Perú (Frepap) | 2,558        | 2.17         | –1.67        | 0       | ±0      |
| | Alianza para el Progreso (APP)            | 2,283        | 1.94         | Nuevo        | 0       | ±0      |
| | Con Fuerza Perú                           | 915          | 0.78         | Nuevo        | 0       | ±0      |
| | Justicia Nacional (JN)                    | 690          | 0.59         | Nuevo        | 0       | ±0      |
| | Perú Ahora                                | 654          | 0.56         | Nuevo        | 0       | ±0      |
| | Frente Independiente Moralizador (FIM)    | 574          | 0.49         | –10.12       | 0       | ±0      |
| | Reconstrucción Democrática                | 502          | 0.43         | Nuevo        | 0       | ±0      |
| | Fuerza Democrática (FD)                   | 498          | 0.42         | Nuevo        | 0       | ±0      |
| |                                           |              |              |              |         |         |
| Total | Total                                     | 117,717      |              |              | 2       | ±0      |
| |                                           |              |              |              |         |         |
| Votos válidos | Votos válidos                             | 117,717      | 64.82        | –2.79        |         |         |
| Votos en blanco | Votos en blanco                           | 38,148       | 21.01        | +4.39        |         |         |
| Votos nulos | Votos nulos                               | 25,750       | 14.17        | –1.60        |         |         |
| Votos emitidos | Votos emitidos                            | 181,615      | 89.10        | +15.65       |         |         |
| Abstenciones | Abstenciones                              | 22,229       | 10.90        | –15.65       |         |         |
| Votantes registrados | Votantes registrados                      | 203,844      |              |              |         |         |
| |                                           |              |              |              |         |         |
| Fuente: |                                           |              |              |              |         |         |
| Notas al pie: 1 Comparado con los resultados de los partidos Cambio 90 – Nueva Mayoría y Solución Popular ( Sí Cumple ) en las elecciones de 2001. 2 Comparado con los resultados de los partidos Acción Popular y Somos Perú en las elecciones de 2001. |                                           |              |              |              |         |         |
| Notas al pie: |                                           |              |              |              |         |         |
| 1 Comparado con los resultados de los partidos Cambio 90–Nueva Mayoría y Solución Popular (Sí Cumple) en las elecciones de 2001. 2 Comparado con los resultados de los partidos Acción Popular y Somos Perú en las elecciones de 2001.                   |                                           |              |              |              |         |         |

### Elecciones parlamentarias de 2001
| Partidos y coaliciones | Partidos y coaliciones                    | Voto popular | Voto popular | Voto popular | Escaños | Escaños |
| Partidos y coaliciones | Partidos y coaliciones                    | Votos        | %            | ±pp          | Total   | +/−     |
| ---------------------- | ----------------------------------------- | ------------ | ------------ | ------------ | ------- | ------- |
|                        | Perú Posible (PP)                         | 25,620       | 24.78        | n/a          | 1       | n/a     |
|                        | Unidad Nacional (PPC–SN–RN–CR)            | 18,605       | 17.99        | n/a          | 1       | n/a     |
|                        | Frente Independiente Moralizador (FIM)    | 10,970       | 10.61        | n/a          | 0       | n/a     |
|                        | Partido Aprista Peruano (APRA)            | 9,456        | 9.15         | n/a          | 0       | n/a     |
|                        | Renacimiento Andino (RA)                  | 9,380        | 9.07         | n/a          | 0       | n/a     |
|                        | Acción Popular (AP)                       | 6,350        | 6.14         | n/a          | 0       | n/a     |
|                        | Proyecto País (PrP)                       | 4,126        | 3.99         | n/a          | 0       | n/a     |
|                        | Frente Popular Agrícola del Perú (Frepap) | 3,966        | 3.84         | n/a          | 0       | n/a     |
|                        | Somos Perú (SP)                           | 3,416        | 3.30         | n/a          | 0       | n/a     |
|                        | Todos por la Victoria (TpV)               | 3,214        | 3.11         | n/a          | 0       | n/a     |
|                        | Unión por el Perú (UPP)                   | 2,961        | 2.86         | n/a          | 0       | n/a     |
|                        | Solución Popular (SoP)                    | 2,857        | 2.76         | n/a          | 0       | n/a     |
|                        | Cambio 90–Nueva Mayoría (C90–NM)          | 2,480        | 2.40         | n/a          | 0       | n/a     |
|                        |                                           |              |              |              |         |         |
| Total                  | Total                                     | 103,401      |              |              | 2       | n/a     |
|                        |                                           |              |              |              |         |         |
| Votos válidos          | Votos válidos                             | 103,401      | 67.61        | n/a          |         |         |
| Votos en blanco        | Votos en blanco                           | 25,416       | 16.62        | n/a          |         |         |
| Votos nulos            | Votos nulos                               | 24,114       | 15.77        | n/a          |         |         |
| Votos emitidos         | Votos emitidos                            | 152,931      | 73.45        | n/a          |         |         |
| Abstenciones           | Abstenciones                              | 55,278       | 26.55        | n/a          |         |         |
| Votantes registrados   | Votantes registrados                      | 208,209      |              |              |         |         |
|                        |                                           |              |              |              |         |         |
| Fuente:                |                                           |              |              |              |         |         |

### Elecciones parlamentarias de 2000
Elecciones parlamentarias en distrito electoral nacional único

### Elecciones parlamentarias de 1995
Elecciones parlamentarias en distrito electoral nacional único

### Elecciones parlamentarias de 1990
| Partidos y coaliciones | Partidos y coaliciones                                     | Voto popular | Voto popular | Voto popular | Escaños | Escaños |
| Partidos y coaliciones | Partidos y coaliciones                                     | Votos        | %            | ±pp          | Total   | +/−     |
| --- | ---------------------------------------------------------- | ------------ | ------------ | ------------ | ------- | ------- |
| | Frente Democrático1 (Movimiento Libertad–PPC–AP)           | 17,518       | 35.58        | n/a          | 2       | +2      |
| | Cambio 90 (C90)                                            | 14,167       | 28.77        | Nuevo        | 1       | +1      |
| | Izquierda Unida (IU)                                       | 8,572        | 17.41        | –23.83       | 0       | –2      |
| | Partido Aprista Peruano (APRA)                             | 3,986        | 8.10         | –32.63       | 0       | –1      |
| | Izquierda Socialista (IS)                                  | 2,698        | 5.48         | Nuevo        | 0       | ±0      |
| | Frente Popular Agrícola del Perú (Frepap)                  | 1,923        | 3.91         | Nuevo        | 0       | ±0      |
| | Frente Nacional de Trabajadores y Campesinos2 (Frenatraca) | 375          | 0.76         | –0.14        | 0       | ±0      |
| |                                                            |              |              |              |         |         |
| Total | Total                                                      | 49,239       |              |              | 3       | ±0      |
| |                                                            |              |              |              |         |         |
| Votos válidos | Votos válidos                                              | 49,239       | 100.00       | +42.28       |         |         |
| Votos en blanco | Votos en blanco                                            | 0            | 0.00         | –25.26       |         |         |
| Votos nulos | Votos nulos                                                | 0            | 0.00         | –17.02       |         |         |
| Votos emitidos | Votos emitidos                                             | 49,239       | n/d          | n/a          |         |         |
| Abstenciones | Abstenciones                                               | n/d          | n/d          | n/a          |         |         |
| Votantes registrados | Votantes registrados                                       | n/d          |              |              |         |         |
| |                                                            |              |              |              |         |         |
| Fuente: |                                                            |              |              |              |         |         |
| Notas al pie: 1 Comparado con los resultados del Partido Popular Cristiano (dentro de la coalición Convergencia Democrática ) y Acción Popular en las elecciones de 1985. 2 Comparado con los resultados de Izquierda Nacionalista (IN) en las elecciones de 1985. |                                                            |              |              |              |         |         |
| Notas al pie: |                                                            |              |              |              |         |         |
| 1 Comparado con los resultados del Partido Popular Cristiano (dentro de la coalición Convergencia Democrática) y Acción Popular en las elecciones de 1985. 2 Comparado con los resultados de Izquierda Nacionalista (IN) en las elecciones de 1985.                |                                                            |              |              |              |         |         |

### Elecciones parlamentarias de 1985
| Partidos y coaliciones | Partidos y coaliciones                                        | Voto popular | Voto popular | Voto popular | Escaños | Escaños |
| Partidos y coaliciones | Partidos y coaliciones                                        | Votos        | %            | ±pp          | Total   | +/−     |
| --- | ------------------------------------------------------------- | ------------ | ------------ | ------------ | ------- | ------- |
| | Izquierda Unida1 (UNIR–UDP–PRT–UI–FOCEP–APS)                  | 26,191       | 41.24        | +18.79       | 2       | +2      |
| | Partido Aprista Peruano (APRA)                                | 25,696       | 40.46        | +23.93       | 1       | +1      |
| | Convergencia Democrática2 (PPC–MBH)                           | 4,508        | 7.10         | +2.36        | 0       | ±0      |
| | Acción Popular (AP)                                           | 4,316        | 6.80         | –46.59       | 0       | –3      |
| | Lista Independiente Reivindicación Departamental Huancavelica | 1,032        | 1.63         | Nuevo        | 0       | ±0      |
| | Frente Democrático de Unidad Nacional (FUN)                   | 653          | 1.03         | Nuevo        | 0       | ±0      |
| | Izquierda Nacionalista3 (IN)                                  | 570          | 0.90         | +0.05        | 0       | ±0      |
| | Movimiento Cívico Nacional 7 de Junio (M7J)                   | 542          | 0.85         | Nuevo        | 0       | ±0      |
| |                                                               |              |              |              |         |         |
| Total | Total                                                         | 63,508       |              |              | 3       | ±0      |
| |                                                               |              |              |              |         |         |
| Votos válidos | Votos válidos                                                 | 63,508       | 57.72        | –0.68        |         |         |
| Votos en blanco | Votos en blanco                                               | 27,797       | 25.26        | +4.09        |         |         |
| Votos nulos | Votos nulos                                                   | 18,730       | 17.02        | –3.41        |         |         |
| Votos emitidos | Votos emitidos                                                | 110,035      | 78.11        | n/a          |         |         |
| Abstenciones | Abstenciones                                                  | 30,830       | 21.89        | n/a          |         |         |
| Votantes registrados | Votantes registrados                                          | 140,865      |              |              |         |         |
| |                                                               |              |              |              |         |         |
| Fuente: |                                                               |              |              |              |         |         |
| Notas al pie: 1 Comparado con los resultados de los partidos Unión de Izquierda Revolucionaria (PCP-PR–PCR–VR–FLN), Unidad Democrático Popular (UDP), Partido Revolucionario de los Trabajadores (PRT), Unidad de Izquierda (UI), el Frente Obrero Campesino Estudiantil y Popular (FOCEP) y Acción Política Socialista (APS) en las elecciones de 1980. 2 Comparado con los resultados del Partido Popular Cristiano (PPC) en las elecciones de 1980. 3 Comparado con los resultados del Frente Nacional de Trabajadores y Campesinos (Frenatraca) en las elecciones de 1980. |                                                               |              |              |              |         |         |
| Notas al pie: |                                                               |              |              |              |         |         |
| 1 Comparado con los resultados de los partidos Unión de Izquierda Revolucionaria (PCP-PR–PCR–VR–FLN), Unidad Democrático Popular (UDP), Partido Revolucionario de los Trabajadores (PRT), Unidad de Izquierda (UI), el Frente Obrero Campesino Estudiantil y Popular (FOCEP) y Acción Política Socialista (APS) en las elecciones de 1980. 2 Comparado con los resultados del Partido Popular Cristiano (PPC) en las elecciones de 1980. 3 Comparado con los resultados del Frente Nacional de Trabajadores y Campesinos (Frenatraca) en las elecciones de 1980.               |                                                               |              |              |              |         |         |

### Elecciones parlamentarias de 1980
| Partidos y coaliciones | Partidos y coaliciones                                    | Voto popular | Voto popular | Voto popular | Escaños | Escaños |
| Partidos y coaliciones | Partidos y coaliciones                                    | Votos        | %            | ±pp          | Total   | +/−     |
| ---------------------- | --------------------------------------------------------- | ------------ | ------------ | ------------ | ------- | ------- |
|                        | Acción Popular (AP)                                       | 23,690       | 53.39        | n/a          | 3       | n/a     |
|                        | Partido Aprista Peruano (APRA)                            | 7,335        | 16.53        | n/a          | 0       | n/a     |
|                        | Unión de Izquierda Revolucionaria (PCP-PR–PCR–VR–FLN)     | 3,913        | 8.82         | n/a          | 0       | n/a     |
|                        | Unidad Democrático Popular (UDP)                          | 2,559        | 5.77         | n/a          | 0       | n/a     |
|                        | Partido Popular Cristiano (PPC)                           | 2,104        | 4.74         | n/a          | 0       | n/a     |
|                        | Unidad de Izquierda (UI)                                  | 1,745        | 3.93         | n/a          | 0       | n/a     |
|                        | Frente Obrero Campesino Estudiantil y Popular (FOCEP)     | 1,743        | 3.93         | n/a          | 0       | n/a     |
|                        | Movimiento Popular de Acción e Integración Social (MPAIS) | 522          | 1.18         | n/a          | 0       | n/a     |
|                        | Frente Nacional de Trabajadores y Campesinos (Frenatraca) | 376          | 0.85         | n/a          | 0       | n/a     |
|                        | Organización Política de la Revolución Peruana (OPRP)     | 237          | 0.53         | n/a          | 0       | n/a     |
|                        | Unión Nacional Odriísta (UNO)                             | 152          | 0.34         | n/a          | 0       | n/a     |
|                        |                                                           |              |              |              |         |         |
| Total                  | Total                                                     | 44,376       |              |              | 3       | n/a     |
|                        |                                                           |              |              |              |         |         |
| Votos válidos          | Votos válidos                                             | 44,376       | 58.40        | n/a          |         |         |
| Votos en blanco        | Votos en blanco                                           | 16,084       | 21.17        | n/a          |         |         |
| Votos nulos            | Votos nulos                                               | 15,529       | 20.43        | n/a          |         |         |
| Votos emitidos         | Votos emitidos                                            | 75,989       | n/d          | n/a          |         |         |
| Abstenciones           | Abstenciones                                              | n/d          | n/d          | n/a          |         |         |
| Votantes registrados   | Votantes registrados                                      | n/d          |              |              |         |         |
|                        |                                                           |              |              |              |         |         |
| Fuente:                |                                                           |              |              |              |         |         |